# چره‌کن
چره‌کن (ترکی آذربایجانی: Çərəkən) یک منطقهٔ مسکونی در جمهوری آرتساخ است که در استان هادروت واقع شده‌است.

## ریشه واژه
نام چره‌کن در منابع قدیمی به‌صورت چراکند آمده که معنای آن روستای مرتع یا چرا یا چراگاه است.